# Подсухи (Ивано-Франковская область)
Подсухи (укр. Підсухи) — село в Спасской сельской общине Калушского района Ивано-Франковской области Украины.
Население по переписи 2001 года составляло 231 человек. Занимает площадь 9,205 км². Почтовый индекс — 77624. Телефонный код — 03474.